# Николаев, Николай Анатольевич
Никола́ев Никола́й Анато́льевич (род. 7 августа 1967 года, Черлак (Омская область), Россия) —  российский медик, специалист в области терапии, кардиологии и организации здравоохранения, доктор медицинских наук, доцент.

## Биография
В 2002 году окончил Омский государственный медицинский университет.
В 2004 г. защитил кандидатскую диссертацию «Качество жизни и клинико-экономическая эффективность терапии лизиноприлом и индапамидом пожилых больных гипертонической болезнью тяжелой степени».
В 2015 году — присвоено учёное звание доцента.
В 2016 г. защитил докторскую диссертацию «Пациентоориентированная антигипертензивная терапия: концепция, методология, технология», научный консультант С.С. Бунова, официальные оппоненты – А.И.Мартынов, С.В. Моисеев, Т.В. Болотнова, ведущая организация – ФГБУ НИМЦ терапии и профилактической медицины Минздрава России.
С 2007 года является сотрудником Омского государственного медицинского университета.
В настоящее время — заведующий кафедрой экстремальной и доказательной медицины, главный редактор журнала «Научный вестник ОмГМУ».

## Научная деятельность
Ведет научные исследования в области пациентоориентированной терапии.
В 2007 году разработал концепцию полифокальной терапевтической системы.
В 2008 году впервые выдвинул и обосновал положение, что при медицинских вмешательствах категориальные показатели результатов могут быть оценены количественно. Разработал новые характеристики фундаментальных свойств приверженности, определяющие её долгосрочный прогноз (важность, готовность, коэффициент предикции).
В 2015 году сформировал научную концепцию, методологию и технологию комплексной оценки фактической и потенциальной приверженности лечению.
В 2017 году основал и с этого времени руководит постоянно действующей Российской междисциплинарной научной группой изучения приверженности (с 2023 г. - Международная научная коллаборация изучения приверженности; International Collaboration on Adherence to Treatment, ICAT), подготовившей ряд консенсусов, методических и национальных руководств.
В 2019 году разработал и научно обосновал принципы и технологию количественной оценки результатов медицинских вмешательств по критериям рациональности и выгодности, и управления лечением на этой основе.
В 2022 году выдвинул и обосновал новое понятие в области медицинских знаний – «тринитарная медицина».
Соавтор меморандума и экспертного заключения «О лженаучности гомеопатии»  Комиссии по борьбе с лженаукой и фальсификацией научных исследований при Президиуме РАН.
Автор и соавтор:
- опросника комплексной оценки приверженности лечению КОП-25,
- системы КОП-25 для взрослых, подростков, беременных, законных представителей пациентов[6].

Редактор и соавтор:
- Первого российского консенсуса по количественной оценке приверженности лечению
- Первого Российского консенсуса по количественной оценке результатов медицинских вмешательств
- Междисциплинарных рекомендаций «Управление лечением на основе приверженности»
- Междисциплинарных рекомендаций «Управление лечением на основе приверженности: алгоритмы рекомендаций для пациентов».

Редактор и соавтор российских национальных руководств:
- «Приверженность лечению»
- «Приверженность лечению. Краткое издание для практических врачей».

Редактор и соавтор международных руководств:
- «Приверженность в клинической практике / Adherence to treatment in clinical practice».
- «Омская декларация (Международная декларация о приверженности лечению) / Omsk declaration on adherence to treatment».

Деятельность РНМОТ:
- С 2015 года член РНМОТ
- С 2019 года председатель секции «Приверженность лечению»
- С 2021 года член Центрального совета.

## Награды
- Благодарность Министра здравоохранения Российской Федерации (2019)
- Почётная грамота Правительства Омской области (2020)
- Почетная грамота Министерства здравоохранения Российской Федерации (2021)
- Звание «Ветеран труда» (2021)
- Нагрудный знак «Отличник здравоохранения Российской Федерации» (2022)
- Почётное звание «Профессор Международной ассоциации учёных, преподавателей и специалистов (2006)
- Почетное звание «Doctor of science, Honoris Causa IANH» (2012)
- Серебряная (2008) и Золотая (2022) медали им. В.И. Вернадского Российской Академии Естествознания
- Медаль им. В.Д. Шервинского Российского научного медицинского общества терапевтов (2023)
- Медаль им. Н.А. Семашко Министерства здравоохранения Российской Федерации (2023)

### Наиболее значимые публикации
1. Николаев Н. А. Доказательная гипертензиология: количественная оценка результата антигипертензивной терапии. — М.: Издательский дом «Академия Естествознания», 2008. – 92 с. – ISBN 978-5-91327-030-6.
2. Николаев Н. А. Доказательная гипертензиология: пациенториентированная антигипертензивная терапия: научная монография. – М.: Издательский дом Академии Естествознания, 2015. – 178 с. ISBN 978-5-91327-354-3.
3. Николаев Н. А. Руководство по клиническим исследованиям внутренних болезней: научная монография. — М.: Издательский дом Академии Естествознания, 2015. – 74 с. ISBN 978-5-91327-355-0.
4. Первый российский консенсус по количественной оценке приверженности лечению (одобрен XII Национальным конгрессом терапевтов – Москва, 22-24 ноября 2017 г.). Николаев Н.А., Мартынов А.И., Драпкина О.М., Ливзан М.А., Моисеев С.В., Скирденко Ю.П. и др. Терапия, 2018. – № 5 (23). – С. 11-32. DOI: https://dx.doi.org/10.18565/therapy.2018.5.11-32.
5. Николаев Н.А., Ливазан М.А., Скирденко Ю.П., Мартынов А.И. Биологически активные растения и грибы Сибири в клинической медицине: научная монография: в 2 тт.; Омский гос. мед. ун-т. – М.: Издательский дом Академии Естествознания, 2019. – Т. 1. – 382 с. ISBN 978-5-91327-569-1; – Т. 2. – 388 с. ISBN 978-5-91327-573-8.
6. Николаев Н. А., Скирденко Ю. П., Ливзан М. А., Замахина О. В. Пациентоориентированные технологии оценки риска и прогноза эффективности терапии кардиологических больных: монография; Омский гос. мед. ун-т. ‒ М.: Издательский дом Академии Естествознания, 2019. – 232 с. ISBN 978-5-91327-605-6. DOI 10/17513|np.377.
7. Первый российский консенсус по оценке результатов медицинских вмешательств. Арутюнов А.Г., Бойцов С.А., Викторова И.А. и др. Медицинский вестник Северного Кавказа, 2019. – Т. 14. – № 2. – С. 283-301. DOI: 10.14300/mnnc.2019.14072.
8. The first russian consensus on the quantitative assessment of the adherence to treatment. Nikolaev Nikolaj A., Martynov Anatolij I., Skirdenko Yuliya P., Drapkina Oksana M. et al. Medical News of North Caucasus, 2019. – Т. 14. – № 3. – P. 424-434. DOI: 10.14300/mnnc.2019.14104.
9. Управление лечением на основе приверженности. Николаев Н.А., Мартынов А.И., Скирденко Ю.П., Анисимов В.Н. и др. Consilium Medicum, 2020. – Т. 22. – №. 5. – С. 9-18. DOI: 10.26442/20751753.2020.5.200078.
10. Управление лечением на основе приверженности: алгоритмы рекомендаций для пациентов. Междисциплинарные рекомендации. Николаев Н.А., Мартынов А.И., Скирденко Ю.П., Анисимов В.Н. и др. Медицинский вестник Северного Кавказа, 2020. – Т. 15. – № 4. – С. 461-468. DOI: 10.14300/mnnc.2020.15109.
11. Николаев Н.А., Ливзан М.А., Скирденко Ю.П., Мартынов А.И. Овощные, плодовые и ягодные растения и грибы Сибири. Учебное пособие / Омский гос. мед. ун-т. – М.: Издательский дом Академии Естествознания, 2022. – 195 с., ил. ISBN 978-5-91327-706-0.
12. Николаев Н.А., Ливзан М.А., Скирденко Ю.П., Мартынов А.И. Опасные и смертельно опасные лекарственные растения Сибири. Учебное пособие / Омский гос. мед. ун-т. – М.: Издательский дом Академии Естествознания, 2022. – 286 с., ил. ISBN 978-5-91327-708-4.
13. Николаев Н.А., Ливзан М.А., Скирденко Ю.П., Мартынов А.И. Ароматические и салатные растения и грибы Сибири. Учебное пособие / Омский гос. мед. ун-т. – М.: Издательский дом Академии Естествознания, 2022. – 220 с., ил. ISBN 978-5-91327-705-3.
14. Николаев Н.А., Ливзан М.А., Скирденко Ю.П., Мартынов А.И. Пряности мира. Учебное пособие / Омский гос. мед. ун-т. – М.: Издательский дом Академии Естествознания, 2022. – 286 с., ил. ISBN 978-5-91327-707-7.
15. Приверженность лечению. Российское национальное руководство / Николаев Н.А., Мартынов А.И., Скирденко Ю.П., Авдеев В.Н., и др. / Под общей ред. Николаев Н.А., Мартынов А.И., Скирденко Ю.П. – М.: Издательский дом Академии Естествознания, 2022. – 224 с., ил. ISBN 978-5-91327-746-6. DOI 10.17513/np.541.
16. Николаев Н.А., Мартынов А.И., Скирденко Ю.П., Авдеев В.Н. [и др.] Приверженность лечению. Российское национальное руководство. Краткое издание для практических врачей.  Терапия. 2023;1(S):1–108. DOI  https://dx.doi.org/10.18565/therapy. 2023.1suppl.1-108.